# 尼科洛·法焦利
尼科洛·法焦利（義大利語：Nicolò Fagioli；2001年2月12日—），意大利足球運動員，現時效力意甲球會費倫天拿、意大利國家足球隊，司職中場。

## 俱樂部生涯
小時候在家鄉的皮亞琴察青年隊效力，後來去了克雷莫納，於2015年來到尤文圖斯青訓營，在各個梯隊和一線隊效力，並隨隊拿到了2018-19賽季的意甲冠軍。
2019年1月，受到主帥安德烈亞·皮爾洛徵召來到一線隊出戰一場對陣史柏斯亞的意大利杯1/4決賽和對陣克羅托內的意甲聯賽，其中意大利杯比賽首發打滿87分鐘。

## 國家隊生涯
法焦利在歐洲U-19足球錦標賽為意大利U19出場三次，兩次首發出場。
2022年11月16日，在收到主教練羅拔圖·文仙尼首次徵召進入意大利國家足球隊的幾天後，法焦利在對陣阿爾巴尼亞的友誼賽中首次代表意大利國家隊出場。
2024年6月，儘管因禁賽令缺乏大部分23/24球賽球會賽事，法吉奧利仍入選2024年歐洲國家盃26人名單。

## 個人生活
法焦利因在非法平台上進行投注而被聯邦檢察官辦公室判處七個月足球禁賽令，他2023-24賽季將不再參加比賽。被聯邦檢察官辦公室判處12個月的禁賽令，不過其中5個月的禁賽期將透過其他方式執行。還被罰款12,500歐元，並且還需要接受賭博成癮治療。減輕處罰的主要原因是法焦利與司法部門的充分合作以及他對戒除賭癮的渴望。
關於替代處方，法焦利將必須參加一項為期至少6個月的治療計劃，並在5個月內在業餘體育協會、地区足协、賭博成癮康復中心舉行至少10次公開會議，並在任何情況下根據意大利足球總會提出的指示和計劃。

## 榮譽

### 球會
尤文圖斯U23
- 義大利丙級聯賽盃：2019–20

 尤文圖斯
- 意大利足球甲级联赛：2018–19
- 意大利盃：2020–21、2023–24[7]
- 意大利超級盃：2020

### 個人
- 義甲最佳青年球員： 2022–23[8]

## 外部連結
- Soccerway資料庫：尼科洛·法焦利